# Gandullas

Gandullas es una localidad perteneciente al municipio de Piñuécar-Gandullas, en la comarca del Valle del Lozoya y de la Sierra Norte (Madrid), en la Comunidad de Madrid.

## Localización
Está situado a 3,5 km de distancia  de Piñuécar y a escasos 5 km de Buitrago del Lozoya, que hace las veces de capital de la comarca. También dista a unos 80 kilómetros de Madrid.

## Historia
Aunque no se sabe con exactitud la fecha de la fundación del pueblo parece demostrada su repoblación posterior a la reconquista; cabe suponer que se formó por pastores de la tierra de Buitrago, que levantarían chozas para refugiarse de las inclemencias del tiempo.
Gandullas siguió la misma suerte que toda la tierra de Buitrago; Alfonso VI concedió hacia 1083 el derecho de repoblación en toda la zona y en 1096 le asignó la jurisdicción de los términos, más tarde Pedro I concedió a Pedro González de Mendoza, la tierra y el señorío de Buitrago que a su muerte en 1380 intituló en mayorazgo. 
En 1444 se nombra Marques de Santillana a su nieto Iñigo López de Mendoza y en 1475 los reyes Católicos conceden a sus descendientes el título de Duques del infantado, dependencia que se mantiene hasta el siglo XIX.
En 1786 el municipio deja de pertenecer a la intendencia de Guadalajara y pasa a Madrid, lo que se refleja en el censo de Floridablanca en 1787.

## Geografía
El principal factor de la formación de los pueblos de Piñuécar y Gandullas es el condicionante bioclimático de la zona, el asentamiento de ambos núcleos se realizó en una ladera media-alta, abrigándose así de los vientos dominantes, evitando el excesivo grado de humedad, buscando las casas una orientación sur y sureste y configurando una estructura dispersa, típica en los climas fríos para el soleamiento.
El clima de Gandullas es de tipo continental, con abundantes lluvias en invierno y caluroso en la época estival.
Su término municipal es ocupado en buena medida por el embalse de Puentes Viejas y existe una importante red de cañadas, cordeles y veredas, lo que conforma su significado, como vía de comunicación ganadera que puede hacernos una gran actividad humana durante la época medieval, incluso en periodos culturales anteriores.
Pascual Madoz en 1857 lo describe como: "Las tierras son de secano con algo de regadío, su producción se basaba en el trigo, cebada, vino, legumbres y patatas. Cuenta con ganado ovino, bovino y yeguar. Hay caza de liebres, conejos, perdices y demás aves, pesca de truchas y barbos.
Su industria es agrícola y cuenta con telares de lino y molino harinero.

## Sitios de interés
Como recuerdo de su pasado agrícola y ganadero Gandullas conserva la fragua, el potro, la piedra de las veces, la reguera, el molino harinero, el lavadero, la fuente grande, etc.
También podemos visitar la iglesia de Nuestra Señora De La Paz, que es la patrona del pueblo (el patrón es San Antonio). No fue destruida durante la guerra civil española pese a lo afectado que estuvo el pueblo durante el conflicto. Es originaria del siglo XVII aunque ha sufrido dos reformas a lo largo del siglo XX en las que desapareció su retablo y la antigua espadaña fue sustituida por la actual torre. Aun así, conserva en su interior la pila bautismal del siglo XV denominada "de cristianar vasallos".
En la carretera de Buitrago a Gandullas se encuentra el Antiguo Centro de Comunicaciones por Satélite de Buitrago del Lozoya, operado por Telefónica e inaugurado en 1970 y cerrado en 2003. Consta principalmente de cuatro grandes antenas llamativas de unos 50 metros de altura. A pesar de encontrarse en territorio perteneciente a Buitrago del Lozoya, lo cierto es que se encuentra más cerca de Gandullas y ha estado muy ligado a este pueblo.
A las afueras del pueblo (en una zona conocida como las "Peñas Zorreras") podemos visitar un búnker (conocido como "nido de ametralladoras") de la guerra civil española. Más alejados también se encuentran otros fortines y restos bélicos en "El Bosque", "La Llorona", "Cabeza Retamosa", "Las Arrenes", etc. El pueblo fue ocupado durante todo el conflicto bélico por el Bando Nacional, convirtiéndose en "frente de guerra" y situándose en "primera línea de guerra" al instalarse en el pueblo de al lado (Buitrago del Lozoya) el Bando Republicano; por lo que muchos vecinos de Gandullas tuvieron que trasladarse temporalmente a pueblos cercanos como Piñuécar, La Acebeda y Horcajo de la Sierra dónde apenas se notó el paso de la guerra civil española huyendo del conflicto y del peligro que suponía permanecer en el lugar. Además, los terrenos de alrededor del pueblo están llenos de trincheras y galerías subterráneas de esta misma guerra, aunque están bastante descuidadas al encontrarse muchos de ellos dentro de fincas privadas de particulares. Como curiosidad bélica relacionada destaca que el pueblo de Gandullas también fue ocupado en 1808 por las tropas francesas durante la guerra de la Independencia Española.
Cabe destacar también el pantano de Gandullas (embalse de Puentes Viejas, inaugurado en 1936). Este pueblo estaba bañado por tres ríos: el río Lozoya, el río Madarquillos y el río Cocinillas (antiguamente también conocido como río Argañil). El río Cocinillas desemboca en el río Madarquillos, y este último desemboca en el río Lozoya; todo esto en Gandullas. El pantano o embalse se forma sobre estos tres ríos y las dos desembocaduras anteriormente descritas. En la actualidad, tiene pequeñas calas o zonas arenosas en las orillas (conocidas como "La Cerca de la Manuela", "El Camino de los Carros" o "La Juansalía") a las que acuden (sobre todo en verano) gran cantidad de visitantes o turistas para disfrutar del baño, hacer un pícnic o tomar el sol en plena naturaleza, ya que se forma un entorno ideal inigualable gracias a la belleza paisajística de la zona y a que tan solo se encuentra a unos 80 kilómetros de Madrid.

## Costumbres
Gandullas celebra sus fiestas religiosas el 24 de enero en honor a la Virgen de la Paz, (su patrona), y el 13 de junio celebra San Antonio.
El primer viernes a domingo de julio se celebran las fiestas de verano, (en referencia al 24 de enero), muy concurridas en las que no faltan las verbenas populares, concursos de disfraces, mezclados con tradiciones como el juego de “calva”, degustación de paella y misa y procesión donde se subastan las varas y los ramos como ofrenda a la Virgen.
Durante los carnavales se celebra la fiesta de la vaquilla rito ancestral en el que se representa, simbólicamente, a una vaca con armazón de varas y cuernos, adornada con pañuelos multicolores, que portan corriendo los jóvenes del pueblo. Posteriormente los niños y niñas del pueblo van por las casas pidiendo el aguinaldo y después nos juntamos todo el pueblo y hacemos una pequeña cena.
También se celebra el día del Corpus Christi, en el que se pone unos altares por distintas calles del pueblo y se riegan las calles con oloroso cantueso y pétalos de rosa.